# Umberto Eco
Umberto Eco (IPA /umˈbɛrto ˈɛːko/, ur. 5 stycznia 1932 w Alessandrii, zm. 19 lutego 2016 w Mediolanie) – włoski intelektualista: semiolog, filozof, bibliofil i mediewista, powieściopisarz i publicysta – autor felietonów i esejów. 
Sławę przyniosła mu powieść Imię róży (1980), dzieło łączące w sobie elementy semiotyki, badań biblijnych, analizy kultury średniowiecza i teorii literatury. Jego kolejne powieści, m.in. Wyspa dnia poprzedniego (1994) i Cmentarz w Pradze (2010), także stały się światowymi bestsellerami. Eco pisał także prace naukowe, książki dla dzieci i młodzieży oraz eseje na temat teorii literatury, świata współczesnego, kondycji współczesnych mediów i nauki.

## Życiorys
Ukończył studia filozoficzne na uniwersytecie w Turynie. Był profesorem na Uniwersytecie we Florencji oraz na Uniwersytecie w Bolonii. Zajmował się semiotyką/semiologią, procesami komunikacji, teorią literatury i estetyką. Jego prace, znane w świecie anglojęzycznym już pod koniec lat 60. XX wieku (za sprawą tłumaczonych książek i licznych wykładów w USA), wpłynęły na kształtowanie się paradygmatów humanistycznych w przełomowych momentach wyłaniania się poststrukturalizmu.  
Rozsławiła go jednak przede wszystkim twórczość beletrystyczna. Jego wielopłaszczyznowe i kunsztownie skonstruowane powieści mają cechy dzieła otwartego, stymulują odbiorcę do własnej interpretacji. Był także autorem felietonów, pierwotnie publikowanych w mediolańskim tygodniku „l’Espresso”, a następnie wydanych w zbiorach Zapiski na pudełku od zapałek.
Był założycielem wydziału studiów medioznawczych w Uniwersytecie San Marino, a także wieloletnim dyrektorem Scuola Superiore di Studi Umanistici oraz członkiem honorowym Kellogg College na Uniwersytecie Oksfordzkim. Od 2010 był członkiem zwyczajnym Accademia dei Lincei. Eco został uhonorowany licznymi tytułami doktora honoris causa (do 2005 było ich 32), między innymi przez Akademię Sztuk Pięknych w Warszawie (1996) i Uniwersytet Łódzki (2015). 
Zmarł na raka trzustki. Jego świecki pogrzeb odbył się 23 lutego 2016 w Zamku Sforzów w Mediolanie. Był wielokrotnie typowany jako kandydat do Nagrody Nobla w dziedzinie literatury. Jego żoną była Renate Ramge, z którą miał dwójkę dzieci.

## Poglądy religijne
Podczas studiów Eco został ateistą, później współtworzył włoską organizację sceptyków CICAP.

## Wybrana twórczość

### Powieści
- Imię róży (Il nome della rosa – 1980, wyd. polskie 1987)
- Wahadło Foucaulta (Il pendolo di Foucault – 1988, wyd. polskie 1993)
- Wyspa dnia poprzedniego (L’isola del giorno prima – 1994, wyd. polskie 1995)
- Baudolino (2000, wyd. polskie 2001)
- Tajemniczy płomień królowej Loany (La misteriosa fiamma della regina Loana – 2004, wyd. polskie 2005)
- Cmentarz w Pradze (Il cimitero di Praga – 2010, wyd. polskie 2011)
- Temat na pierwszą stronę (Numero zero – 2015, wyd. polskie 2015)

Cztery pierwsze powieści Umberta Eco na język polski przełożył Adam Szymanowski.

### Opowiadanie
- Gnomy z planety Gnu (Gli Gnomi di Gnu?, wyd. polskie 1994)

### Prace naukowe i eseje

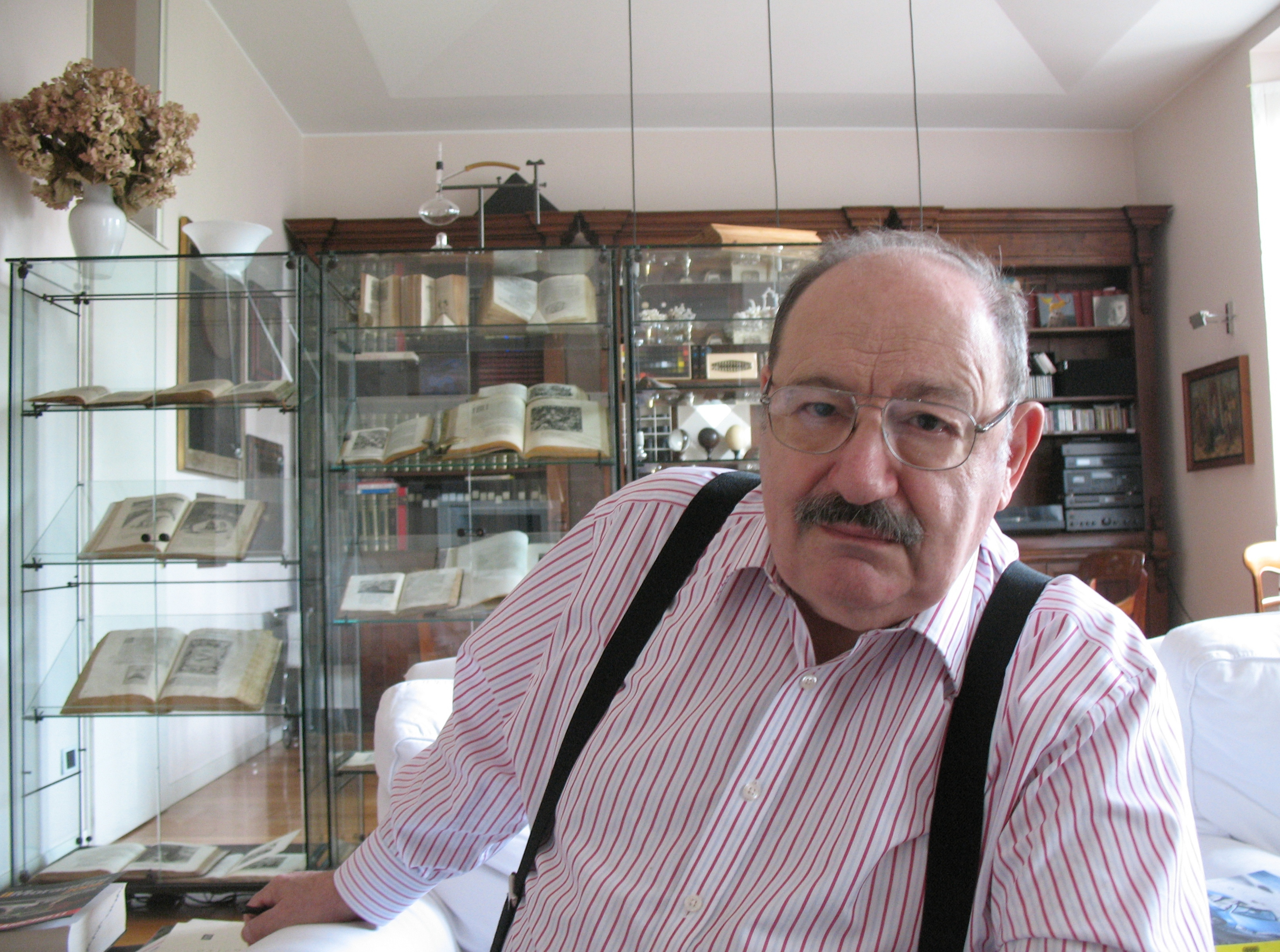
Eco w swoim domu (2010)

- Pejzaż semiotyczny (La struttura assente: Introduzione alla ricerca semiologia, wyd. polskie 1972)
- Dzieło otwarte (Opera aperta, wyd. polskie 1973)
- O bibliotece (De Bibliotheca, wyd. polskie 1990)
- wybór felietonów dla tygodnika „L’Espresso”: Zapiski na pudełku od zapałek 1986-1991 (wyd. polskie 1993), Drugie zapiski na pudełku od zapałek 1991-1993 (wyd. polskie 1994), Trzecie zapiski na pudełku od zapałek 1994-1996 (wyd. polskie 1997)
- Lector in fabula (wyd. polskie 1994)
- Sztuka i piękno w średniowieczu (Arte e bellezza nell’estetica medievale, wyd. polskie 1994)
- Diariusz najmniejszy (Diario minimo, Il secondo diario minimo, wyd. polskie 1995)
- Sześć przechadzek po lesie fikcji (cykl wykładów w Harvard University: Six walks in the fictional woods, wyd. polskie 1995)
- Interpretacja i nadinterpretacja (Interpretation and Overinterpretation, wyd. polskie 1996)
- Nieobecna struktura (La struttura assente, wyd. polskie 1996)
- Semiologia życia codziennego (Semiologia quotidiana, wyd. polskie 1996)
- Superman w literaturze masowej ( Il superuomo di massa, wyd. polskie 1996)
- Uniwersytet a mass media (Universita e Mass media, wyd. polskie 1996)
- Nowe środki masowego przekazu a przyszłość książki (I nuovi mezzi di comunicazione e il destino del libro, wyd. polskie 1996)
- Sztuka i piękno w średniowieczu (Arte e bellezza nell’estetica medievale, wyd. polskie 1997)
- Poetyki Joyce’a (Le poetiche di Joyce, wyd. polskie 1998)
- Czytanie świata (zbiór esejów, wyd. polskie 1999)
- Pięć pism moralnych (Cinque scritti morali, wyd. polskie 1999)
- W poszukiwaniu języka uniwersalnego (La ricerca della lingua perfetta nella cultura Europea, wyd. polskie 2002)
- O literaturze (Sulla letteratura, wyd. polskie 2003)
- Między kłamstwem a ironią (Tra menzogna e ironia, wyd. polskie 2004)
- Filozofia frywolna (Filosofi in liberta, wyd. polskie 2004)
- Rakiem. Gorąca wojna i populizm mediów (A passo di gambero. Guerre calde e populismo mediatico, wyd. polskie 2006)
- Jak napisać pracę dyplomową. Poradnik dla humanistów (Come si fa una tesi di laurea – wyd. włoskie 1977, wyd. polskie 2007)
- Szaleństwo katalogowania (La vertigine della lista, wyd. polskie 2009)
- Od drzewa do labiryntu (wyd. polskie 2009)
- Teoria semiotyki (Trattato di semiotica generale, wyd. polskie 2009)
- Apokaliptycy i dostosowani (Apocalittici e integrati, wyd. polskie 2010)
- Wyznania młodego pisarza (Confessions of a Young Novelist, wyd. polskie 2011)
- Wymyślanie wrogów i inne teksty okolicznościowe (Costruire il nemico e altri scritti occasionali, wyd. polskie 2011)
- Kant a dziobak (Kant e l'ornitorinco, wyd. polskie 2012)
- Historia krain i miejsc legendarnych (Storia delle terre e dei luoghi leggendari, wyd. polskie 2013)
- Prawie to samo. O doświadczeniu przekładu (Dire quasi la stessa cosa. esperienze di traduzione, wyd. polskie 2021, tłum. Jadwiga Miszalska, Monika Surma-Gawłowska)